# Belibni
Belibni foi um nobre babilônico que serviu como rei da Babilônia por vários anos como candidato do rei assírio Senaqueribe. Era de origem caldeu e foi educado em Nínive. Senaqueribe, acreditando que o governo assírio direto era muito caro, nomeou Belibni, um jovem nobre babilônico criado na corte assíria, rei da Babilônia em 703 a.C. O experimento com um rei fantoche nativo dificilmente teve mais sucesso do que o controle assírio direto. Logo Belibni estava conspirando com os caldeus e elamitas contra os assírios. Depois de derrotar a coalizão adversária em 700 a.C., Senaqueribe depôs Belibni e o levou para o exílio assírio, substituindo-o pelo próprio filho de Senaqueribe, Assurnadinsumi.